# Osteochilus pentalineatus
Osteochilus pentalineatus är en fiskart som beskrevs av Maurice Kottelat 1982. Osteochilus pentalineatus ingår i släktet Osteochilus och familjen karpfiskar. Inga underarter finns listade i Catalogue of Life.